# Shakespear's Sister
Shakespear's Sister er en popgruppe fra Storbritannien.
Bandet blev dannet i 1988 af den tidligere forsanger fra Bananarama, Siobhan Fahey.

## Diskografi
- Sacred heart (1989)
- Hormonally yours (1992)

| Musikgruppe | Spire Denne artikel om en britisk musikgruppe er en spire som bør udbygges. Du er velkommen til at hjælpe Wikipedia ved at udvide den. |